# Postimees
«По́стиме́эс» (эст. «Postimees» — «Почтальон») — эстонская общественно-политическая ежедневная газета. 
Основана в 1857 году.
Современный выпуск издания осуществляется в виде двух ежедневных газет — на эстонском и русском языках; имеет самый большой в Эстонии тираж — 59 800 (2010). 

## История

### Основание газеты в Пернове
1 января 1857 года эстонский поэт-просветитель и общественный деятель Йоханн Вольдемар Яннсен (1819—1890) основал в городе Пернов еженедельник «Perno Postimees ehk Näddalileht» («Пярнуский почтальон или Еженедельник»), став одновременно его издателем, редактором и журналистом. Освещение насущных проблем эстонского народа и воплощение его надежд и чаяний в печатном слове обеспечили газете большу́ю популярность. В опубликованном на страницах своей газеты стихотворении собственного сочинения «Здравствуй, милый эстонский народ…» Й. Яннсен первым официально стал использовать в качестве названия народа словосочетание эстонский народ (эст. eesti rahvas), вместо прежнего — народ земли (эст. maarahvas). Издание стало выразителем интересов крестьянства, молодой национальной интеллигенции и всего эстонского народа. У газеты в 1862 году было 2262 подписчика, для того времени — очень значительное число.

### Основание газеты «Ээсти Постимеэс» в Дерпте
В 1863 году Й. В. Яннсен переехал в Дерпт и, изменив название газеты на «Э́эсти По́стимеэс» (эст. «Eesti Postimees» — «эстонский почтальон»), 1 января 1864 года продолжил её выпуск на новом месте. Издательские права на прежнее название еженедельника перешли к его новым издателям, но пярнуская газета утратила свои лидирующие позиции в эстонском обществе, уступив их новому изданию Й. В. Яннсена.
Дочь Яннсена, поэтесса Лидия Койдула (эст. Lydia Koidula), и его сын Харри Яннсен (эст. Harry Jannsen) помогали в издании «Ээсти Постимеэс». В 1880 году, после того, как конкурирующая газета К. Р. Якобсона «Са́кала» (эст. Sakala) стала пользоваться бо́льшими, чем «Ээсти Постимеэс», популярностью и влиянием, Яннсен устранился от издания еженедельника, выпуск которого продолжили его сын и Карл Аугуст Херманн (эст. Karl August Hermann), ставший впоследствии её владельцем.

### Последующее развитие: «Постимеэс»
В 1886 году К. А. Херманн создал на базе издания новую газету, изменив название на «Постимеэс», а в 1891 году сделал её первой ежедневной эстонской газетой.
В 1896 году Виллем Рейман (эст. Villem Reiman), Оскар Каллас (эст. Oskar Kallas) и Карл Коппель (эст. Karl Koppel) выкупили у К. А. Херманна издательские права на газету и назначили редактором Яана Тыниссона (эст. Jaan Tõnisson) — юриста и государственного деятеля. Тыниссон редактировал и возглавлял газету с перерывами вплоть до 1935 года. Кроме него редактором был Петер Пылд (1905—1906).

#### В годы Второй мировой войны
После присоединения Эстонии к СССР летом 1940 года выпуск газеты был прекращён. Но уже через год, 13 июля 1941 года, с началом немецкой оккупации, издание газеты возобновилось редакторами А. Ойнасом (эст. A. Oinas) и Карлом Аугустом Хиндреем (эст. Karl August Hindrey).

#### В советское время
С 1 мая 1948 до 1990 года газета носила название «Эдази» (эст. «Edasi» — «Вперёд») и была органом Тартуского городского комитета Компартии Эстонии.
26 сентября 1987 года в газете было опубликовано историческое предложение об экономической самостоятельности Эстонской ССР, получившее значительную поддержку в эстонском обществе и ставшее основой программы «IME» (аббревиатура от эстонского названия «Isemajandav Eesti» — «Экономически самостоятельная Эстония») — плана автономного от СССР экономического развития республики.
В 1990 году издание вновь стало называться «Постимеэс» и городская газета превратилась в общереспубликанскую.

### Издание газеты на русском языке
7 ноября 2005 года тиражом 10 тыс. экземпляров начала выходить газета «Постимеэс» на русском языке, около половины содержания которой составляют переводы из одноимённой версии газеты на эстонском языке, а ещё половина — оригинальные материалы журналистов русской редакции. В апреле 2009 года прекратился выпуск последних эстонских ежедневных общереспубликанских газет на русском языке «Молодёжь Эстонии» и «Вести дня». Таким образом русскоязычный «Постимеэс» стал единственной ежедневной общереспубликанской газетой в стране, выходящей на русском языке.
В октябре 2016 года печатное издание газеты на русском языке было закрыто и оставлен только Интернет-портал.

## Разное
- Совокупная читательская аудитория газеты (не тираж) на двух языках в 2008 году составляла 246 тысяч человек.
- Согласно данным, предоставленным типографиями Союзу газет Эстонии, средний тираж эстонской версии Постимеэс составлял в январе 2010 года 59 800 экземпляров, при этом в будние дни этот показатель был равен 57 000 — 58 000, а субботний выпуск имел тираж 73 000 — 74 000. Таким образом, согласно данным Союза газет Эстонии в будние дни газета имеет самый высокий тираж в Прибалтике.
- По данным фирмы статистических исследований «TNS Emor», во втором квартале 2009 года «Постимеэс» на русском языке имел читательскую аудиторию в 63 тысячи человек и таким образом продолжал лидировать по читаемости среди платных русскоязычных периодических изданий Эстонии.
- Газета имеет одноимённые новостные порталы в интернете на эстонском и русском языках.
- Офис редакции располагается в Таллине.